# 夏色のアルバム
『夏色のアルバム』（なついろのアルバム）は、1990年7月23日 - 8月31日にTBS「花王 愛の劇場」枠にて放送されていた日本のテレビドラマであり、1989年から開始された愛の劇場・夏休み枠の第2作である。全30話。オフィス・トゥー・ワン制作。
遅れネットで放送されていた局の内、北日本放送における「花王 愛の劇場」作品の放送は本作が最後となった（次作品の『家族って』以降はTBS系新局であるチューリップテレビへ放映権移行）。

## キャスト
- 大谷美咲 - 原田和美（現・吉原貴和子）
- 池原今日子 - MIE（現・未唯）
- 大谷信太郎 - 北見敏之
- 佐賀尚行 - 羽賀研二
- 大谷つね - 阿部寿美子
- 山口哲二 - 内藤剛志
- 倉橋なぎさ - 芦川よしみ
- 若林桐子 - 立石凉子
- モロ師岡
- 風間卓也 - 山口祥行
- 木村俊夫 - 冨家規政
- 皆川澄子 - 永光基乃
- 若林明 - 森富士夫
- 大内美和子
- 吉田美江
- 二瓶鮫一
- 渡辺良麗奈
- 阿部千種
- 川久保由香
- 三木弘子
- 坂本あきら
- 松岡由紀子 - 鶴田真由
- 尚舞（幕末塾、現・長岡尚彦）
- 雅（幕末塾、現・雅まさ彦）
- 沢田裕美 - 加山由実
- 渡辺保 - 清水賢臣
- 若林晶子 - 加塩二美
- 若林隆一 - 大友大輔
- 浅野和之
- 佐々木敏

## スタッフ
- 脚本：明石典子、宮村優子、大久保昌一良
- 音楽：幾見雅博
- 技術協力：東通
- 協力：緑山スタジオ・シティ
- プロデューサー：中曽根眞弓、富田勝典 ／ 村上瑛二郎（TBS）
- 演出：富田勝典、北川雅一、助田卓、新井三郎
- 製作：オフィス・トゥー・ワン、TBS

## 主題歌
- 「シ・ン・ユ・ウ」

作詞：古賀勝哉／作曲：伊秩弘将／編曲：清水信之／歌：河田純子（CBSソニー（現・ソニー・ミュージックレコーズ））